# Cesario Gussago
Cesario Gussago (* um 1579 in Ostiano (zwischen Cremona und Brescia); † um 1612) war ein italienischer Organist und Komponist des Frühbarock.

## Leben
Cesario Gussago studierte Philosophie und Theologie in Pavia und erhielt gleichzeitig eine fundierte musikalische Ausbildung. 1599 wurde er Generalvikar des Ordens San Gerolamo in Brescia. 1612 wurde er Organist an der Kirche S. Madonna delle Grazie.
Gussago schuf vier Sammlungen mit vokalen geistlichen Werken (von denen noch drei erhalten sind), darüber hinaus widmete er sich dem Komponieren von Instrumentalmusik. Unter diesen Werken zeichnet sich besonders seine Sonatensammlung von 1608 aus, die auch mit ihrem Titel eine der ältesten Sammlungen dieser Art ist. Sie enthält sowohl traditionelle Werke als auch doppelchörige Werke im Stile von Giovanni Gabrieli. Der Großteil von Gussagos Werken besteht aus homophonen Stücken, sporadisch setzte er auch die Gregorianik ein. Seine Psalmen von 1610 bestehen aus doppelchörigen Werken. Seine letzte datierbare Sammlung von 1612 enthält dreistimmige geistliche Werke und ist im concertato Stil gehalten. Der genaue Zeitpunkt und Ort seines Todes sind nicht überliefert, möglicherweise starb er in Brescia.

## Werke (Auswahl)
- Sacrarum contionum per 8 voci e basso continuo (1604)
- 28 Sonate a 4, 6, 8, con alcuni concerti a 8 con le sue sinfonie (1608):
  - 1. La Cornala a 4
  - 2. La Fontana a 4
  - 3. La Faustinella a 4
  - 4. La Rizza a 4
  - 5. La Schilina a 4
  - 6. La Mallonia a 4
  - 7. La Squizzerotta a 4
  - 8. La Bottana a 4
  - 9. La Zonta a 4
  - 10. La Nicolina a 4
  - 11. La Marina a 6
  - 12. L’Angioletta a 6
  - 13. La Badina a 6
  - 14. La Facca a 6
  - 15. L’Onofria a 8
  - 16. La Tonina a 8
  - 17. La Terza a 8
  - 18. La Porcelaga a 8
  - 19. La Leona a 8
  - 20. La Luzzara a 8
  - 21. Anima mea liquefacta est a 8
  - 22. Fili ego Salomon a 8
  - 23. Ad te Domine levavi a 8
  - 24. Confitebor tibi Domine a 8
  - 25. Exultavit cor meum in Domino a 8
  - 26. Cantemus Domino a 8
  - 27. Salvum me fac Deus a 8
  - 28. Confitemini Domino a 8

Wie seine Zeitgenossen auch, gab er seinen Sonaten klangvolle Namen, die zumeist Widmungen an höher gestellte Personen waren, z. B. La facca, La Porcellaga, La Leono, La fontana, La Luzzara, La terza....
- 22 Psalmi ad vesperas per 8 voci e basso continuo (1610)
- Sacrae laudes in christi Domini per 3 voci (1612)
- 10 Motetten
- Laetentur coeli per 8 voci